# Canzoniere del Lazio
Canzoniere del Lazio est un groupe italien de rock progressif, originaire de Rome, actif dans les années 1970. Le parcours du groupe et de ses membres a croisé à plusieurs reprises des représentants du folk revival, tels que Mauro Pagani et Demetrio Stratos.

## Histoire
Le groupe est formé à Rome en 1972 avec l'intention de fonctionner comme un collectif musical explorant la musique folk traditionnelle, grâce à un important travail de recherche et de documentation politique sur du matériel provenant du milieu prolétaire et paysan, en contact étroit avec le Nuovo Canzoniere Italiano et en collaboration avec Alessandro Portelli, un universitaire et chercheur qui avait grandi dans l'environnement de l'Institut Ernesto de Martino.
Au départ, le Canzoniere del Lazio se composait de Piero Brega, chanteur, Francesco Giannattasio, accordéon et percussions, Sara Modigliani, chanteuse et flûte, et Carlo Siliotto, violon, guitare et mandoline. Le groupe a publié son premier album , Quando nascesti tune, sorti en 1973, résultat d'une forte cohérence avec les styles et formes originaux des chansons folk traditionnelles. Il s'agit d'un disque « charnière » d'un point de vue théorique, car sa naissance coïncide avec le moment le plus chaud du débat en cours sur le renouveau du folk (folk revival) entre les « chercheurs » et les « musiciens ». Les premiers préconisent l'utilisation de morceaux « ethniques » d'une manière qui ne trahisse pas leur origine et leur style, tandis qu'un grand nombre de musiciens soutiennent l'utilisation de ces morceaux à des fins agrégatives et politiques, retrouvant ainsi la fonction originelle de la musique folk traditionnelle en tant que moyen efficace de créer des occasions de rencontres publiques, festives et politiques.
L'album, Lassa sta' la me creatura, sorti en 1974, inclut des éléments de rock et de jazz et montre le côté plus expérimental du groupe, encore plus accentué dans l'album suivant, Spirito bono, qui contient un morceau de guitare électrique de Peter Kaukonen (un ancien collaborateur de Jefferson Airplane), qui a également produit l'album. Le groupe se sépare en 1978. En 2020, l'édition italienne du magazine Rolling Stone classe inclut le morceau Tarantellone dans son top 10 des « 10 meilleures suites de prog italiens ».

## Membres
- Piero Brega — chant, guitare (1972—1976)
- Sara Modigliani — chant, flûte (1972—1974)
- Carlo Siliotto — violon, guitare, mandoline (1972—1978)
- Francesco Giannattasio - accordéon, percussion, chant (1972—1976)
- Luigi Cinque — saxophone (1974—1976)
- Gianni Nebbiosi — saxophone (1974—1975)
- Pasquale Minieri — basse, guitare, mandoline (1974—1978)
- Giorgio Vivaldi — percussions, putipù (1974—1978)
- Piero Avallone — batterie, percussions, chant (1975—1978)
- Clara Murtas — chant, percussion (1976—1978)
- Maurizio Giammarco — saxophone, flûte, piano, percussions (1977—1978)
- Marcello Vento — batterie, percussion, chant (1977—1978)

## Discographie
- 1973 : Quando nascesti tune (Dischi del Sole)
- 1974 : Lassa sta' la me creatura (Intingo)
- 1976 : Spirito bono (Intingo)
- 1977 : Canzoniere del Lazio - Italien (Amiga)
- 1977 : Miradas (Cramps Records)
- 1978 : Morra (Intingo)